# Heliconia sanctae-martae
Heliconia sanctae-martae là một loài thực vật có hoa trong họ Heliconiaceae. Loài này được L.Andersson mô tả khoa học đầu tiên năm 1985.